# 四庫提要辨證
《四庫提要辨證》，余嘉錫撰，全書24卷。
余嘉錫十七岁得《四庫全書總目提要》，“日夜读之不厌”，有所疑即引书考证，有所发见即写于书端，次年录成一册，1931年定成专书，如此五十五年，辑而为书，以初七百多篇，1954年10月定為490篇，其中經部二卷61篇，史部七卷108篇，子部十卷217篇，集部五卷103篇。1958年10月由科学出版社付梓。
余嘉錫评述《提要》之謬：“《四库》所收，浩如烟海，自多未见之书。而纂修诸公，绌于时日，往往读未终篇，拈得一义，便率尔操觚”，以致“纰缪之处，难可胜言”。《提要》於無留名氏者，往往注以「不著撰人」，如《三國志辨誤》一書，《四庫提要辨證》據李慈銘《越縵堂日記》確認為陳景雲。史部《欽康要錄》據《宋會要》等考定為宋汪藻撰。又如《蒙求》一書，《四库提要》据《资暇集》考定為李瀚所著，《辨证》更正為李翰。《东都事略》作者，《四库提要》稱王偁，余嘉錫更正為王称。《辨證》又考定元代作《测圆海镜》者应为李治而非李冶。